# Дорингтон (Калифорнија)
Дорингтон (енгл. Dorrington) насељено је место без административног статуса у америчкој савезној држави Калифорнија.

## Демографија
По попису из 2010. године број становника је 609, што је 118 (-16,2%) становника мање него 2000. године.
| Група             | 2000.       | 2010.       |
| Белци             | 664 (91,3%) | 550 (90,3%) |
| Афроамериканци    | 3 (0,4%)    | 0 (0,0%)    |
| Азијати           | 3 (0,4%)    | 11 (1,8%)   |
| Хиспаноамериканци | 39 (5,4%)   | 33 (5,4%)   |
| Укупно            | 727         | 609         |